# La squadriglia Lafayette
La squadriglia Lafayette (Lafayette Escadrille) è un film di guerra del 1958, diretto da William A. Wellman.
Ambientato durante la Prima guerra mondiale, è un film semi-biografico del regista, il quale aveva combattuto da giovane nella Squadriglia Lafayette.

## Trama
Un giovane di Boston, Thad Walker, ha un carattere alquanto esuberante e, quando si trova nei pasticci con la legge, decide di arruolarsi nella Legione straniera. Sulla nave che lo porta in Francia, fa amicizia con altri tre giovani con la sua stessa intenzione. Dall'ufficio di reclutamento, i quattro vengono destinati alla scuola di volo per volontari americani. Nel frattempo conosce Renée, una bella ragazza di cui si innamora follemente. 

L'addestramento al volo procede più o meno bene. Durante una esercitazione a terra Thad mette le mani addosso ad un ufficiale e viene arrestato, rischiando così la corte marziale. Poco dopo, i suoi amici riescono a farlo fuggire ma, ovviamente, il suo corso di addestramento da pilota è definitivamente interrotto. Ferito e ricercato come disertore, riesce a nascondersi nell'alloggio della sua ragazza a Parigi. Gli altri tre compagni, invece, terminato il corso, diventano piloti e vanno a combattere nella “Squadriglia Lafayette”.

Nel 1917, gli Americani entrano in guerra, alleati dei Francesi. Thad Walker contatta un generale americano e gli racconta la propria sfortunata vicenda. Il generale, che è originario dello stesso paese, ha fiducia in Thad, lo fa arruolare nell'esercito americano e gli permette di terminare il corso di pilotaggio. Come pilota si riunisce agli ex-compagni per combattere contro l'aviazione militare tedesca.

## Curiosità
- L'attore  William Wellman Jr., figlio del regista, interpreta la figura del padre nell'aviazione durante la Prima guerra mondiale.
- In questo film ha un piccolo ruolo lo sconosciuto (all'epoca) Clint Eastwood.

## DVD
Il DVD italiano del film ha soltanto l'audio originale con i sottotitoli non essendo stato possibile reperire il doppiaggio in italiano.